# サイラス・ヴァンス
サイラス・ロバーツ・ヴァンス（英語: Cyrus Roberts Vance、1917年3月27日 - 2002年1月12日）は、アメリカ合衆国の政治家。国防副長官、陸軍長官、国務長官を歴任した。しかし、1979年11月に発生したイランアメリカ大使館人質事件をめぐって1980年4月にカーター大統領がイーグルクロー作戦（軍事力で人質を救出・奪還する作戦）を発動すると、それに反対・抗議して国務長官を辞任した。

## 生涯
ヴァンスは1917年3月27日、ウェストバージニア州クラークスバーグで生まれた。イェール大学に入学し、学生友愛会のスクロール・アンド・キーのメンバーであった。1942年にイェール大学法律学校を卒業した後、1946年までアメリカ海軍で勤務し、その後ニューヨークの法律事務所で働いた。
1957年に上院軍事委員会軍備小委員会の特別顧問に就任した。ヴァンスも優れた分析力で知名度を高め、リンドン・B・ジョンソン政権で国防次官に就任した。ベトナム戦争に対してヴァンスは、当初アメリカ軍の介入に対して支援したが1960年代の終わりまでに考えを変えて、ジョンソン大統領に北ベトナムからの撤退を助言した。1968年5月のパリ和平会談ではアメリカ合衆国の代表を務めた。

### 国務長官
ヴァンスは1977年1月に国務長官に就任し、1980年4月まで同職にあった。在任中はソビエト連邦との交渉を進めて経済的な繋がりを重視したため、タカ派のズビグネフ・ブレジンスキー国家安全保障問題担当補佐官としばしば衝突し、またはソ連とのSALT II協定によって軍備制限を進めようとした。その一方で、ヴァンスはカーター政権のパナマ運河地帯返還及びイスラエルとエジプトの間のキャンプ・デービッド合意協定において重要な役割を果たした。
キャンプ・デービッド合意の後、ヴァンスの政府内における影響力はブレジンスキーの発言力が増すにつれて減少し始めた。中国との会談におけるヴァンスの役割は疎外され、イラン革命に対するヴァンスの助言は無視された。間も無く53人のアメリカ人が人質としてイランで拘留された時、ヴァンスも率先して交渉を行ったが人質の解放は失敗に終わった。カーター大統領が人質救助の秘密作戦を命じた時、ヴァンスは作戦決行に対立して辞職した。結局、救助作戦は失敗に終わった。

### 国務長官辞任後
ヴァンスは1980年4月に国務長官を辞任し、その後は弁護士業を再開したが1980年代から1990年代の公務への要請を繰り返し受けた。ボスニア・クロアチア・南アフリカ共和国への外交使節団に参加し、さらに三極委員会のメンバーでもあった。ヴァンスは2002年1月10日、ニューヨーク州ニューヨークにて84歳でその生涯を閉じた。

## 家族
ヴァンスは1947年2月にグレース・エルシー・"ゲイ"・スローンと結婚し、5人の子女が誕生している。